# 松平武聰
松平 武聰（まつだいら たけあきら）は、江戸時代後期の大名。石見国浜田藩第4代藩主、美作国鶴田藩主。官位は従四位下・侍従、右近将監。越智松平家第8代当主。徳川慶喜の異母弟に当たる。新字体では武聡。

## 生涯
天保13年（1842年）1月26日、常陸国水戸藩主・徳川斉昭の十男（庶子）として誕生した。母は山野辺氏・直（山野辺義質の娘）。幼名は十郎麿。初名は父より偏諱を受け昭音（あきなり）。
弘化4年（1847年）11月29日、先代藩主・松平武成（従兄にあたる）の末期養子として越智松平家を相続する。その通字により諱を武聰と改める。嘉永6年（1853年）、倹約令を出して不正を厳しく取り締まり、さらに高津川の治水工事や河鰭監物を登用して石見半紙、養蚕業などの殖産興業化を推し進めて藩財政を再建した。安政元年（1854年）12月15日、従四位下侍従・右近将監に叙任される。
幕末期の動乱の中では、慶喜の弟であることから佐幕派に与した。慶応2年（1866年）の第二次長州征討に参加したものの、4月に大病で倒れていた武聰は床に臥していたために指揮が執れず、長州藩の大村益次郎率いる精強な軍勢の前に山本半弥率いる藩軍は壊滅した。長州軍が浜田領に侵攻すると、7月18日に浜田城に火を放って杵築（現在の島根県出雲市）へ逃亡し、さらに松江に移った。浜田は長州藩の占領下に置かれたため、慶応3年（1867年）3月、飛地である美作国鶴田（2万石）に逃れて鶴田藩主となり、特に2万8000石に加増される。

### 松平武聰の上京問題
戊辰戦争に際し、新政府は諸藩に対して恭順の意思表示を行って、藩主またはそれを代行できる身分の者（元藩主か世子）が上京して天皇に拝謁することが求められ、更に五箇条の御誓文が出された後は藩主もしくはその代理に公卿・諸侯による奉答書への署名をする事で、新政府下での藩の存続が保証された。この手続を行わない藩はたとえ実際に武力抵抗をしていないくても旧幕府に加担する「朝敵」とみなされ、反対に新政府軍との交戦などによって一旦「朝敵」とみなされた藩でも藩主が速やかに謝罪・謹慎をする事で、新政府から宥免を得てこの手続に参加することができた。
鶴田藩の場合、鳥羽・伏見の戦いを受けて、藩主である武聰が徳川慶喜の弟である事を理由に自主的に謹慎をしていたが、実際には長州征伐当時からの病気が回復していなかった。そこへ藩兵30名が竹中重固指揮下の旧幕府軍に参加していた事が判明したために同藩が朝敵とみなされる可能性が浮上した。この問題について2月28日に新政府から鶴田藩に対して恭順の証明として藩主自らの上京して謝罪をする事が命じられた。だが、武聰を上京させる事が不可能な病状で、世子である熊若丸（のちの武修）も4歳の幼児で同じく上京不可能であった。このため、鶴田藩ではこのままでは自藩が朝敵として討伐されるとして、岡山藩・鳥取藩と相談の上で閏4月に家老3名の切腹をもって上京の延期を求める嘆願を提出した。新政府側も藩主・世子が上京できない事情は理解したものの、他藩との関係上、鶴田藩だけに上京免除の例外を認める訳がいかず、一段重い処分として閏4月15日に家老1名の切腹を命じる事になり、同日在京していた尾関隼人が切腹をした。5月10日、同藩に2万7800石が加増され、最終的に6万1千石の石高となった背景には、新政府が結果的には敵意がない鶴田藩に対して家老の切腹という厳罰を下さざるを得なかった事に対する埋め合わせの部分があったとみられている。なお、その後も武聰の病気は回復しなかったらしく、鶴田藩は全国で唯一手続の最終段階であった奉答書への署名を廃藩置県までに終える事が出来なかった。また、廃藩置県後の明治4年（1871年）8月23日に武聰が家族と共に東京へ移住した後も遂に皇居への参内は行われなかった。
明治2年（1869年）6月24日、版籍奉還により鶴田藩知事に就任する。明治4年（1871年）7月15日、廃藩置県により知藩事を免職となる。明治6年（1873年）3月23日、隠居して長男・武修に家督を譲る。明治15年（1882年）11月7日、41歳で死去した。

## 系譜
- 父：徳川斉昭（1800年 - 1860年）
- 母：直 - 山野辺義質の娘
- 養父：松平武成（1825年 - 1847年）
- 正室：松平寿子（1848年 - 1893年） - 比佐子、堀田正睦の八女
  - 長男：松平武修（1865年 - 1920年） - 幼名・熊若丸
- 生母不明の子女
  - 男子：松平恒吉
  - 女子：鞆子 - 松平容大室
  - 女子：清子 - 伊達宗定室